# Ходовой конец (элемент узлов)
Ходово́й коне́ц (англ. working end — «рабочий конец») — элемент узлов, один из двух концов троса, который — незакреплён, свободен и находится в руках, поэтому им завязывают узел. Ходовой конец — рабочая часть троса, которая противоположна коренному (нагруженному) концу троса, другому из двух концов верёвки. В морском деле называют «ходовым концом», в спортивных туризме и альпинизме — «рабочим концом».
При завязывании галстука широкий конец, которым завязывают узел вокруг узкого конца, называют «активным» (однако, есть галстучные узлы, в которых широкий конец является «пассивным»).